# Yamashiro Tomoe

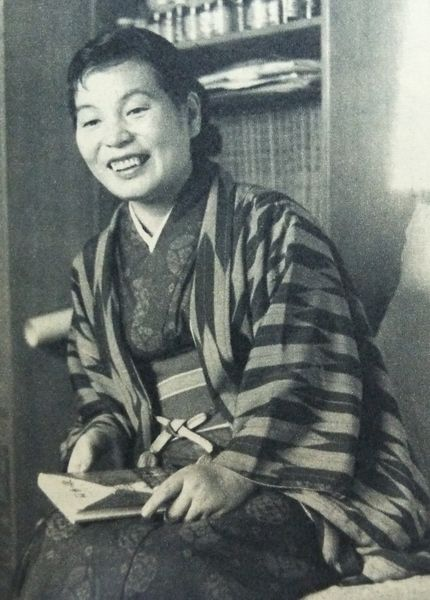
Yamashiro Tomoe

Yamashiro Tomoe (jap. 山代 巴; * 8. Juni 1912 als Tokumo Tomoe (徳毛 巴) in der Präfektur Hiroshima; † 7. November 2004) war eine japanische Schriftstellerin.

## Leben und Wirken
Yamashiro Tomoe ging nach ihrem Abschluss an der „Fuchu High School der Präfektur Hiroshima“ (広島県立府中高女学校) nach Tokio und besuchte dort die private Mädchenkunstfachschule (私立女子美術学校, Shiritsu joshi bijutsu gakkō), Vorläufer der heutigen „Joshi Bijutsu Daigaku“ (女子美術大学). Sie musste jedoch das Studium aus Geldmangel abbrechen. Sie wurde 1929 beim „Zwischenfall vom 16. April“ (四・一六事件, Yon-ichi-roku jiken) festgenommen. Sie lernte den kommunistischen Aktivisten Yamashiro Yoshimune (1901–1945) kennen, der gerade aus dem Gefängnis entlassen wurde, und heiratete ihn. Er starb 1945 in Haft. 
Während ihrer Zeit im Gefängnis vertiefte sich ihr Interesse an Bäuerinnen durch Gespräche mit weiblichen Gefangenen. So stehen im Mittelpunkt ihrer Romane die Schicksale armer Frauen auf dem Lande. Zu ihren Hauptwerken zählen Fuki no tō (蕗のとう) – „Pestwurz“ 1948, Niguruma no uta (荷車の歌) – „Ein Karrenlied“ 1955 und der zehnbändige Roman Toraware no onnatachi (囚われの女たち) – „Frauen in Gefangenschaft“, den sie von 1980 bis 1986 publizierte. 

## Einzelnachweis
1. 1 2  山代巴. In: デジタル版 日本人名大辞典+Plus bei kotobank.jp. Abgerufen am 20. April 2014 (japanisch).

| Personendaten    | Personendaten                                                                     |
| ---------------- | --------------------------------------------------------------------------------- |
| NAME             | Yamashiro, Tomoe                                                                  |
| ALTERNATIVNAMEN  | 山代 巴 (japanisch); Tokumo Tomoe (Geburtsname); 徳毛 巴 (japanisch, Geburtsname) |
| KURZBESCHREIBUNG | japanische Schriftstellerin                                                       |
| GEBURTSDATUM     | 8. Juni 1912                                                                      |
| GEBURTSORT       | Präfektur Hiroshima                                                               |
| STERBEDATUM      | 7. November 2004                                                                  |